# Preben Krab
Preben Krab (15 de julio de 1952) es un deportista danés que compitió en remo como timonel. Es hermano del también remero Jørn Krab.
Participó en los Juegos Olímpicos de México 1968, obteniendo una medalla de bronce en la prueba de dos con timonel.

## Palmarés internacional
| Juegos Olímpicos | Juegos Olímpicos          | Juegos Olímpicos  | Juegos Olímpicos |
| Año              | Lugar                     | Medalla           | Prueba           |
| ---------------- | ------------------------- | ----------------- | ---------------- |
| 1968             | Ciudad de México (México) | Medalla de bronce | Dos con timonel  |